# Gastón Mazzacane

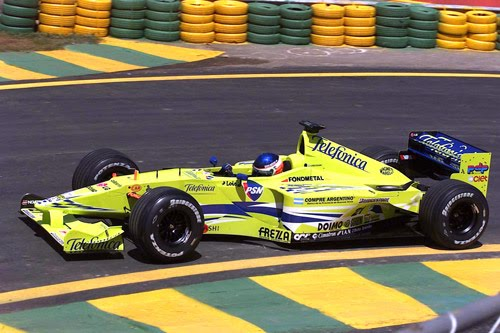
Mazzacane in actie (2000)

Gastón Mazzacane (La Plata, 8 mei 1975) is een Argentijns autocoureur die 21 races reed in de Formule 1 voor de teams van Minardi en Prost.
Mazzacane begon zijn autosportcarrière in Argentinië en vertrok met geld van zijn vader en sponsors in 1994 naar Europa. Hoewel zijn prestaties niet geweldig waren klom hij snel op in de verschillende raceklassen. In 1999 was hij kandidaat om bij Minardi in de Formule 1 te racen maar Luca Badoer kreeg de voorkeur. Mazzacane werd testcoureur maar kreeg een jaar later dankzij zijn geld alsnog de kans.
In de matige Minardi werd het een onopvallend jaar waarin hij regelmatig achteraan reed maar wel vaak aan de finish kwam. De Grand Prix van de Verenigde Staten was het hoogtepunt van het seizoen voor Mazzacane toen hij in wisselende weersomstandigheden een paar ronden derde lag. Punten pakte hij niet. Door het vertrek van enkele sponsors bij Minardi kon Mazzacane voor het seizoen 2001 niet blijven, hij testte voor Arrows maar kwam uiteindelijk terecht bij Prost. Na drie races werd hij daar alweer op straat gezet, omdat Alain Prost liever de bij Jaguar vervangen Luciano Burti wilde.
In 2002 werd Mazzacane in geruchten genoemd als mogelijke coureur van Phoenix/DART, een team dat de restanten van het intussen failliete Prost had opgekocht. Uiteindelijk kwam het project niet van de grond en Mazzacane vertrok naar de Verenigde Staten om daar te gaan racen.